# Kate Forbes
Kate Elizabeth Forbes (Dingwall, 6 de abril de 1990) es una política escocesa que actualmente sirve vice primer ministro de Escocia y Secretaria del Gabinete de Economía y Gaélica. Fue Secretaria del Gabinete de Finanzas y Economía de 2020 a 2023. Miembro del Partido Nacional Escocés (SNP), ha sido miembro del Parlamento escocés por el distrito electoral de Skye, Lochaber y Badenoch desde 2016.

## Biografía
Nacida en Dingwall, Escocia, en 1990, Forbes se crio en India y Escocia y se educó en una escuela de gaélico escocés, donde aprendió a hablar gaélico escocés con fluidez. Obtuvo una licenciatura en historia y luego una maestría en historia de la diáspora y la migración en Selwyn College, Cambridge y la Universidad de Edimburgo, respectivamente. Forbes trabajó para Dave Thompson, el miembro del Parlamento de Escocia por Skye, Lochaber y Badenoch, que es el distrito electoral que ahora representa, durante dos años. Luego pasó a estudiar para convertirse en contadora pública y trabajó para Barclays.
Forbes fue elegido para el Parlamento escocés en las elecciones de 2016. Como miembro del Parlamento Escocés, fue Coordinadora del Grupo Interpartidario sobre Gaélico del Parlamento Escocés. En 2018, fue nombrada para un puesto ministerial junior en el Gobierno escocés como Ministra de Finanzas Públicas. Tras la renuncia de Derek Mackay, el Secretario del Gabinete de Finanzas y Economía, Forbes se quedó para entregar el Presupuesto escocés de 2020, convirtiéndose en la primera mujer en hacerlo. Después de un amplio reconocimiento, sucedió a McKay como Secretaria de Finanzas, la primera mujer en ocupar el cargo. En las elecciones al Parlamento escocés de 2021, Forbes fue reelegida y permaneció en su cargo de gobierno, pero la economía se agregó a su cartera existente, asumiendo la responsabilidad de la recuperación económica de Escocia de la pandemia de COVID-19.